# Дас, Рахул Петер
Раху́л Пе́тер Дас (нем. Rahul Peter Das; род. 7 июля 1954, Хан, Германия) — немецкий индолог индийского происхождения, профессор Галльского университета, где он также является деканом факультета философии и директором центра языков. Член совета международной организации EuroIndia Centre и лауреат премии Hind Rattan за 2006 год.

## Биография
Рахул Петер Дас родился в Германии в 1954 году. Окончил школу и получил высшее медицинское образование в Калькутте. Затем изучал индологию, ислам и тамильскую культуру в университетах Кёльнa, Гамбурга, Бонна и Киля. Получил степень магистра в 1981 году, а в 1985 году докторскую степень от Гамбургского университета. Рахул Петер Дас специализируется на изучении Вед, Аюрведы, Врикша-аюрведы и Бенгалии (в особенности «народных» и синкретических религий). В период с 1981 по 1994 год он занимался исследованиями в области Аюрведы в университетах Бонна и Грёнигена (в Нидерландах), в то же самое время преподавая санскрит и бенгали в Гамбургском университете. С 1994 года он занимает должность профессора филологии современных индийских языков в Галльском университете. Рахул Петер Дас является автором большого числа научных публикаций и часто выступает на конференциях и с лекциями в Германии и других странах.

## Избранная библиография
- Rahul Peter Das. “Vedic” in the Terminology of Prabhupāda and his Followers // Journal of Vaishnava Studies. — 1998. — Вып. 6, № 2. — С. 141-160. — ISSN 1062-1237.